# Gilberto Gazcón de Anda
Gilberto Gazcón de Anda (Ciutat de Mèxic, 19 de maig de 1929 - 11 de maig de 2013) és un guionista, editor, productor i director de cinema mexicà. És fill de Valentín Gazcón i nebot de Raúl de Anda, pioners del cinema sonor mexicà, i germà del cineasta Edgardo Gazcón.

## Biografia
Va començar a estudiar medicina, però finalment es va dedicar al cinema i va estudiar interpretació amb Celestino Gorostiza. El 1957 dirigir la seva primera pel·lícula, El boxeador. El 1966 va dirigir una coproducció mexicano-estatunidenca Rage (El mal en versió hispana), protagonitzada per Glenn Ford i Stella Stevens. El 1960 va dirigir La cárcel de Cananea, amb la que va participar al Festival Internacional de Cinema de Sant Sebastià.
Va guanyar dos cops el premi Cap de Palenque, va obtenir el Globus d'Or del Festival Internacional de Cinema de Karlovy Vary, el Forming Press Hollywood, així com dos Ariel i cinc Deesses de Plata. També fou soci fundador i president honorari de la Sociedad Mexicana de Directores-Realizadores de Obras Audiovisuales.

## Filmografia

### Com a director
- 1958: El boxeador
- 1960: Los desarraigados
- 1960: El gran pillo
- 1960: La cárcel de Cananea
- 1961: Remolino
- 1961: Suerte te dé Dios
- 1961: Tres tristes tigres
- 1961: Juan sin miedo
- 1962: Cielo rojo
- 1962: Atrás de las nubes
- 1963: La risa de la ciudad
- 1966: Rage
- 1969: Al rojo vivo
- 1970: Tres amigos
- 1970: El cinico
- 1971: Ya somos hombres
- 1971: Los novios
- 1971: El cielo y tu
- 1974: El desconocido
- 1976: El niño y la estrella
- 1977: Traigo la sangre caliente
- 1978: El regreso de los perros callejeros
- 1980: Perro callejero
- 1981: Perro callejero II
- 1983: Dos de abajo
- 1986: El Cafre
- 1989: Rosa de dos aromas
- 1995: Félix, como el gato
- 1998: Push to Open

### Com a guionista
- 1951: Fierecilla  de Fernando Méndez
- 1952: El lobo solitario de Vicente Oroná
- 1952: La justicia del lobo de Vicente Oroná
- 1952: Vuelve el lobo de Vicente Oroná
- 1952: La hija del ministro de Fernando Méndez
- 1953: El lunar de la familia de Fernando Méndez
- 1953: Genio y figura de Fernando Méndez
- 1954: El jinete de Vicente Oroná
- 1954: Con el diablo en el cuerpo de Raúl de Anda
- 1954: Los aventureros de Fernando Méndez
- 1955: Fugitivos: Pueblo de proscritos de Fernando Méndez
- 1955: ¡Vaya tipos! de Fernando Méndez
- 1955: Tres bribones de Fernando Méndez
- 1956: Ay, Chaparros... ¡Cómo abundan! de Rolando Aguilar
- 1959: Quietos todos de Zacarías Gómez Urquiza
- 1959: Señoritas de Fernando Méndez
- 1960: Los desarraigados
- 1960: La cárcel de Cananea
- 1961: Tres tristes tigres
- 1961: Juan sin miedo
- 1962: Atrás de las nubes
- 1963: La risa de la ciudad
- 1963: En la vieja California de Jesús Marín
- 1963: Los bravos de California de Jesús Marín
- 1964: Gallo con espolones de Zacarías Gómez Urquiza
- 1966: Rage
- 1969: Al rojo vivo
- 1970: Tres amigos
- 1970: El cinico
- 1971: Ya somos hombres
- 1971: Los novios
- 1971: El cielo y tu
- 1974: El desconocido
- 1976: El niño y la estrella
- 1995: Félix, como el gato
- 1998: Push to Open

### Com a productor
- 1966: Rage
- 1976: El niño y la estrella
- 1992: Relaciones violentas de Sergio Véjar
- 1997: Los peluqueros de Javier Durán

### Com a editor
- 1955: Félix, como el gato